# 学乐

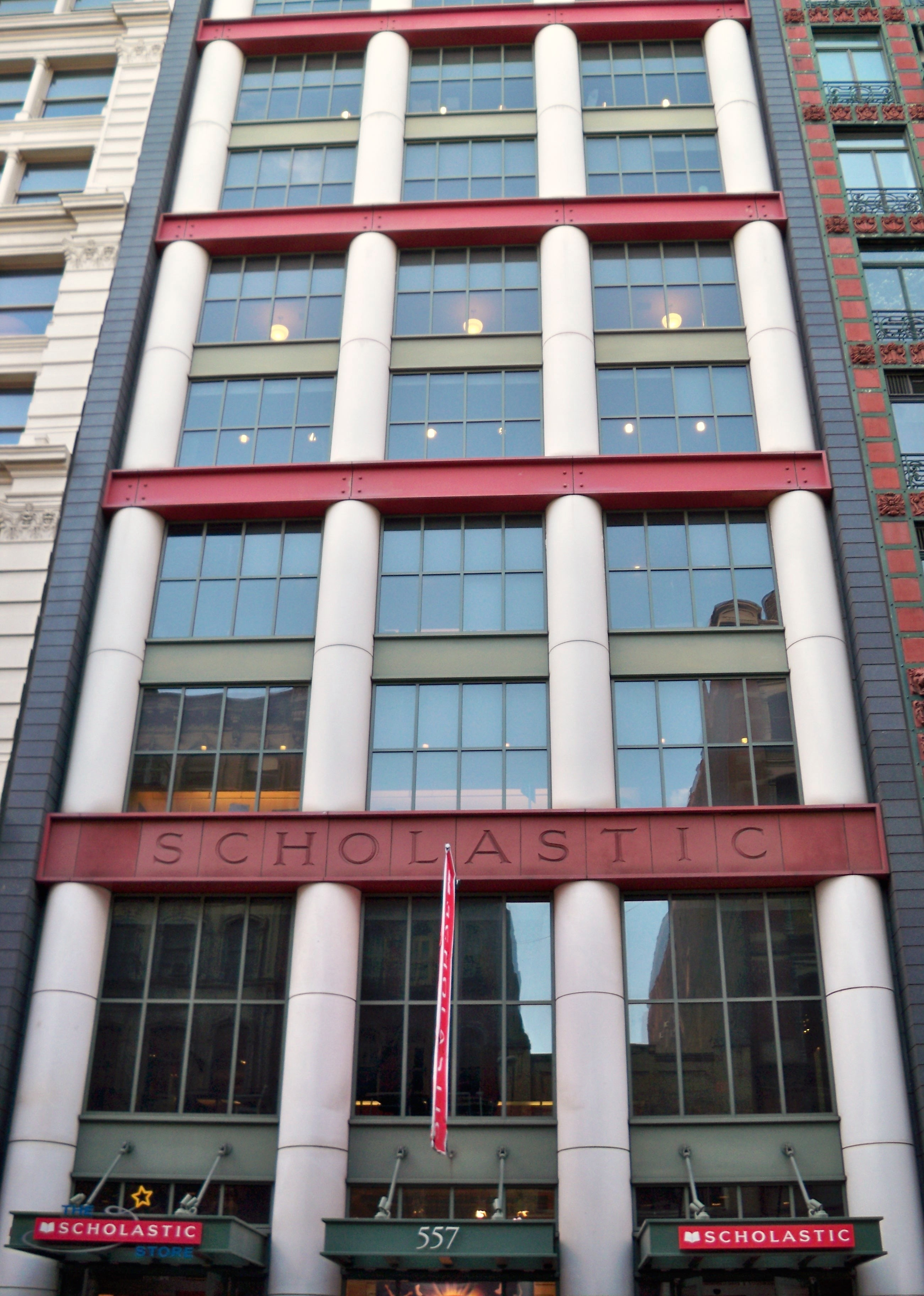
2001年竣工的學樂集團大廈，建築師為阿尔多·罗西

學樂出版集團（Scholastic Corporation）是一家總部位于美國紐約市的跨國出版、教育和媒體公司。它是世界上最大的兒童書籍出版公司，曾出版過《超級紅卜卜》、《雞皮疙瘩》等書籍，此外也持有在美國獨家發行《飢餓遊戲》和《哈利波特》的許可。

## 学乐娱乐
学乐娱乐（Scholastic Entertainment，原名Scholastic Productions、Scholastic Media）是该公司的娱乐部门，负责制作影视作品。

## 外部連接
- 官方网站